# لا بيتشه (كيبك)
لا بيتشه (بالإنجليزية: La Pêche, Quebec)‏ هي معلم جغرافي و بلدية محلية في كيبيك تقع في كندا في Outaouais. يقدر عدد سكانها بـ 7,619 نسمة ومساحتها 616.50 كم2 .